# Dariusz Pater
Dariusz Pater (ur. 12 sierpnia 1972 w Starachowicach) – polski duchowny i dr hab. nauk teologicznych, profesor Uniwersytetu Kardynała Stefana Wyszyńskiego w Warszawie, wykładowca na Wydziale Studiów nad Rodziną i Wydziale Medycznym Collegium Medicum Uniwersytetu Kardynała Stefana Wyszyńskiego w Warszawie, bioetyk, psycholog, psychoonkolog.

## Życiorys
Został wyświęcony na kapłana 17 czerwca 2000. 20 marca 2006 uzyskał doktorat dzięki pracy zatytułowanej Praca ludzka jako "naturalny sakrament" w posoborowej literaturze teologicznej. W maju 2016 roku na Wydziale Teologicznym Uniwersytetu Mikołaja Kopernika w Toruniu na podstawie dorobku naukowego Chrystus Lekarz wobec bólu i cierpienia człowieka. Studium teologiczno-pastoralne uzyskał stopień naukowy doktora habilitowanego nauk teologicznych. Inicjator i organizator cyklu interdyscyplinarnych konferencji naukowych o wymiarze ogólnopolskim dotyczących bólu i cierpienia człowieka, pt. Ból i cierpienie – ognisko światła i ciemności.

## Publikacje
- Praca ludzka jako naturalny sakrament, Warszawa 2006, s. 304.[4]
- Філософські есе, Суми 2008, с. 87. j. ukraiński[4]
- Społeczna rola dialogu. Refleksja teologiczno-społeczna, Warszawa 2009, s.174.[4]
- Kapliczki Matki Bożej w Ziemi Przysuskiej znakiem pobożności maryjnej, Przysucha 2010, s.222[4]
- Rachunek sumienia dla katolickich lekarzy i pielęgniarek. O etyce w służbie zdrowia, Warszawa 2010, s. 72.[4]
- Skąd przychodzi pomoc? Modlitwy i teksty w cierpieniu. Przewodnik duchowy dla służby zdrowia, (red.) D. Pater, Warszawa 2011, s.176.[4]
- Człowiek wobec bólu i cierpienia. Refleksja pastoralna, Warszawa 2012, s. 47.[4]
- Franciszek Czubalski i Józef Placer- przysuscy medycy i wychowawcy, (red.) D. Pater, Przysucha 2012, s.75.[4]
- Ból i cierpienie- ognisko światła i ciemności, (red.) D. Pater, Warszawa 2013, t. 1, s.144.[4]
- Ból i cierpienie- ognisko światła i ciemności, (red.) D. Pater, Warszawa 2014, t. 2, s.200.[4]
- Ból i cierpienie- ognisko światła i ciemności. Medycyna -Filozofia-Teologia, (red.) D. Pater, Warszawa 2015,     t. 3, s.263.[4]

- Ból i cierpienie- ognisko światła i ciemności. Medycyna –Teologia-Kultura, (red.) D. Pater, Warszawa 2016, t. 4, s.209.[4]

- Ból i cierpienie- ognisko światła i ciemności. Zaburzenia psychiczne, (red.) D. Pater, Warszawa 2017, t. 5, s.274.[4]
- Holistyczna koncepcja człowieka chorego. Teologia, medycyna, praktyka, Warszawa 2017, s.274.[4]
- Ból i cierpienie- ognisko światła i ciemności. Choroby cywilizacyjne, (red.) D. Pater, Warszawa 2018, t. 6, s.176.[4]
- Ból i cierpienie człowieka w pięciu wielkich religiach świata. Wprowadzenie, Wydawnictwo Bernardinum, Pelplin 2022, s.155.